# سوريا في الألعاب الأولمبية الصيفية 1968
شاركت سوريا في الألعاب الأولمبية الصيفية 1968 في مكسيكو سيتي، المكسيك

## مقالات ذات صلة
- الوطن العربي في الألعاب الأولمبية الصيفية 1968